# Fýleus
Fýleus (latinsky Phyleus) byl v řecké mytologii synem élidského krále Augeia.
Jeho otec vlastnil bohatá stáda dobytka, když do jeho osudu vstoupil velký řecký hrdina Héraklés. Byl ve službě u mykénského krále Eurysthea a plnil pro něj dvanáct obtížných úkolů.
Pátým z těchto úkolů bylo vyčistit Augeiovy chlévy. Po léta se nečistily, byly zanesené stáje, ohrady i přilehlá pole hnojem. Héraklés si dopředu vyjednal, že když mu Augeiás dá desetinu svých stád, práce bude do večera hotová. Král na to souhlasně přikývl. Héraklés velkoryse prorazil ohrady na dvou místech, svedl do nich toky řek Alfeios a Péneios, jejich proud se jimi prohnal a večer bylo vše čisté.
Jenže Augeiás byl bohatý stejně tolik jako lakomý, vyplácení odměny oddaloval. Potom se navíc dozvěděl, že vyčištění chlévů bylo Héraklovou povinností, odměnu odmítl vyplatit a Hérakla potupně vyhnal. Fýleus s tímto rozhodnutím nesouhlasil a král ho vyhnal také.
Toto chování se mu zle nevyplatilo, po létech se Héraklés do Élidy vrátil, Augeia zabil a jeho syna Fýlea dosadil na uvolněný královský trůn.
Jiná však verze tvrdí, že Fýleus se vystěhoval z Élidy a usadil se na ostrově Dúlichiu a tam poté šťastně vládl až do smrti. Jeho syn Megés vynikl jako statečný bojovník v trojské válce, které se zúčastnil se čtyřiceti loďmi.